# Stanwellia houhora
Stanwellia houhora är en spindelart som först beskrevs av Forster 1968.  Stanwellia houhora ingår i släktet Stanwellia och familjen Nemesiidae. Inga underarter finns listade i Catalogue of Life.